# والتر بائرزفلد
والتر بائرزفلد (انگلیسی: Walther Bauersfeld; ۱ ژانویهٔ ۱۸۷۹ – ۱ ژانویهٔ ۱۹۵۹) فیزیک‌دان، و مهندس اهل آلمان بود.

## زندگی
والتر بائرزفلد توسط شرکت زایس استخدام شد و بر اساس پیشنهاد ماکس ولف، در سال ۱۹۱۲ کار خود را در اولین طرح آسمان‌نما آغاز کرد.
وی نخستین گنبد به نام گنبد ژئودزیک را ساخت. طراحی این گنبد پس از جنگ جهانی اول انجام شد.
وی همچنین برندهٔ جوایزی همچون مدال الیوت کرسون شده‌است.